# Marone di Napoli
Marone, o Marone Severino, in latino Maro (Napoli, II secolo – Napoli, 15 giugno 180) è stato un vescovo romano, venerato come santo dalla Chiesa cattolica.

## Biografia
Secondo quanto riportano le Gesta episcoporum Neapolitanorum e il Catalogus episcoporum Neapolitanorum il vescovo Marone (Maro episcopus) è stato il terzo vescovo di Napoli, tra Epatimito e Probo. Le stesse fonti riferiscono che governò la Chiesa napoletana per 28 anni, all'epoca dei papi Igino (ca. 138 - 142/149) e Pio I (ca. 140 - 154), e dell'imperatore Antonino Pio (138-161). Tradizionalmente il suo episcopato è assegnato agli anni 152-180.
Nel calendario marmoreo napoletano la sua deposizione è indicata al 15 giugno. Le Gesta episcoporum Neapolitanorum riferiscono che le sue reliquie furono traslate, all'epoca del vescovo Giovanni IV (prima metà del IX secolo), nella cattedrale detta Stefania.
All'inizio del Seicento a Marone fu attribuito un secondo nome, Severino. Questo deriverebbe da alcuni martirologi altomedievali, tra cui quello di Usuardo, che introdussero nel catalogo dei vescovi napoletani un nuovo vescovo, Severino, confondendo in un'unica persona il vescovo Severino di Settempeda e il monaco Severino del Norico, il cui sepolcro si trovava nei pressi di Napoli. Eruditi napoletani della prima metà del Seicento, tra cui Antonio Beatillo, identificarono il vescovo Severino con Marone. Da qui il nome di Marone Severino, che ancora oggi si trova nelle iscrizioni all'interno del duomo di Napoli, come per esempio nel busto marmoreo di Carlo D'Adamo, dove campeggia l'espressione: S. Maro Severinus Episc. Neapol.
Pietro Giannone nella Istoria civile del Regno di Napoli, chiama il vescovo erroneamente Mauro invece di Maro ed italianizzato in Marone.